# Сливине
Сли́вине — село в Україні, у Веснянській сільській громаді Миколаївського району Миколаївської області.

## Населення

### Мова
Розподіл населення за рідною мовою за даними перепису 2001 року:
| Мова            | Кількість | Відсоток |
| --------------- | --------- | -------- |
| українська      | 791       | 85.79%   |
| російська       | 129       | 13.99%   |
| румунська       | 1         | 0.11%    |
| інші/не вказали | 1         | 0.11%    |
| Усього          | 922       | 100%     |

Населення становить 922 особи.

## Заклади

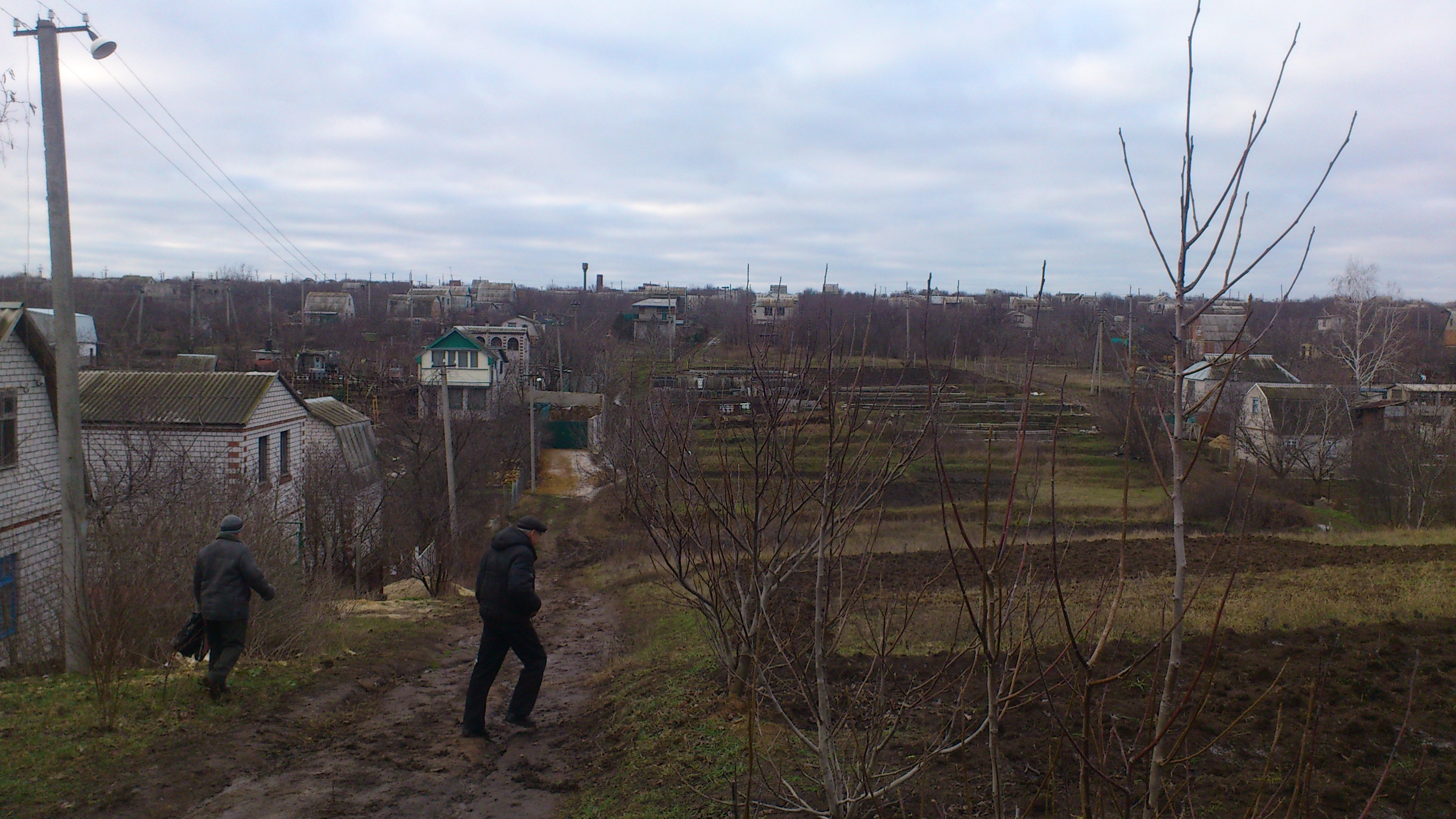
Дачі поблизу Сливиного

З початку 1960-х років в селі Сливине розташовувався філіал Миколаївської обласної психіатричної лікарні № 1 на 1000 ліжок. Тут були необхідні умови для стаціонарного лікування хронічно хворих із застосуванням елементів трудотерапії, реабілітації і ресоціалізації. Філіал проіснував до 1997 року.

## Персоналії

### Уродженці
- Крук Олександр Олександрович — старший солдат 79-ї окремої аеромобільної бригади Збройних сил України, учасник російсько-української війни на Сході України.